# Romentino
Romentino (piemontiul: Armantin) település Olaszországban, Piemont régióban, Novara megyében. Lakosainak száma 5595 fő (2023. január 1.). Romentino Bernate Ticino, Galliate, Trecate és Novara községekkel határos.

## Népesség
A település lakossága az elmúlt években az alábbi módon változott:
| Lakosok száma | 5614 | 5659 | 5595 |
|               | 2017 | 2018 | 2023 |